# Desa Baderan (administrativ by i Indonesien, lat -7,90, long 113,67)
Desa Baderan är en administrativ by i Indonesien.   Den ligger i provinsen Jawa Timur, i den västra delen av landet, 800 km öster om huvudstaden Jakarta.